# María Teresa Ferrari
María Teresa Ferrari de Gaudino (Buenos Aires, 11 de octubre de 1887- 30 de octubre de 1956), fue una médica argentina, la primera catedrática universitaria de su país y de Latinoamérica.

## Trayectoria
Se recibió de maestra en 1903. En 1904 obtuvo el título de egresada del Colegio Nacional de Buenos Aires, siendo una de las primeras mujeres en hacerlo. Se anotó en la Facultad de Medicina y en la Facultad de Filosofía y Letras de la Universidad de Buenos Aires. Al año siguiente le ofrecieron ser profesora en la Escuela Normal N.º 3 y permaneció en su cargo durante cuarenta y tres años.
En 1911 recibió su título de médica. Tres años después logró ser admitida en la cátedra de clínica obstétrica de la Facultad en 1914 y empezó a tratar de impedir que la mujer no sea aceptada en el Profesorado por razones de «orden fisiológico y psicológico». No se le negó lo solicitado pero fue trasladada a la Escuela de Parteras. Concursó durante tres años por un cargo de profesora y lo consiguió finalmente en 1927. La médica Cecilia Grierson había emprendido 30 años antes una lucha similar, pero sin lograr la posibilidad de ejercer el cargo.
Realizó estudios de postgrado en Europa, donde asistió al curso de Marie Curie en París. Su tema de tesis de profesorado fue el tratamiento de tumores genitales usando el radio.
Creó en 1925 la maternidad del Hospital Militar Central y en 1936 la Federación Argentina de Mujeres Universitarias y la presidió durante diez años.
Participó como miembro en varias asociaciones médicas del país y del extranjero.
En 1952 se retiró pero no definitivamente; hasta su fallecimiento en 1956, siguió ejerciendo su profesión y realizando viajes al exterior.

## Honores

### Nombres de mujer para nuevas calles urbanas
Durante 2019, en el barrio de Palermo de la Ciudad Autónoma de Buenos Aires, al inaugurarse el Parque Ferroviario a partir de las obras de elevación del Ferrocarril General San Martín, surgió una arteria semipeatonal. Las autoridades convocaron a la elección del nombre de la calle mediante una votación en la que intervinieron los habitantes, con el objetivo de seleccionar nombres a fin de resaltar la labor que destacadas mujeres tuvieron en la historia argentina.
María Teresa Ferrari de Gaudino obtuvo el primer lugar, totalizando 4512 votos que erigieron al reconocimiento a la médica argentina nacida en 1887 y fallecida en 1956; Rebeca Gerschman la secundó con 4302 votos y Amalia Celia Figueredo, primera mujer de Sudamérica que piloteó un avión en 1914, ocupó el tercer lugar con 3661 votos.